# Klara Hattermann
Klara Hattermann (* 21. Mai 1909 in Emden; † 1. September 2003 in Hannover) war eine deutsche anthroposophische Pädagogin, die die Entwicklung der frühkindlichen Waldorfpädagogik nach 1945 maßgebend mitgeprägt hat.

## Leben und Wirken
Zusammen mit ihrer Zwillingsschwester Helene (verh. von Radecki) verlebte sie glückliche Kinderjahre in Burgdorf bei Hannover. Da die alleinerziehende Mutter, der Vater der Zwillinge starb ein Jahr nach deren Geburt, großen Wert auf die Bildung ihrer Töchter legte, übersiedelte sie nach Hannover, wo Klara nach Abschluss des Lyceums die Ausbildung zur Kindergärtnerin absolvierte. Anschließend arbeitete sie in einen Kinderheim in Springe (am Deister). 1929 ging sie nach Nürnberg. Dort betreute sie u. a. einen Jungen und half im Haushalt. Folgend besuchte Klara Hattermann für ein halbes Jahr das Waldorf-Lehrerseminar in Stuttgart und arbeitete dann im ersten Waldorfkindergarten, der von Elisabeth von Grunelius geleitet wurde.
1930 gründete sie in Hannover einen Kindergarten, den zunächst vier Kinder besuchten. Da diesem noch kein Raum zur Verfügung stand, wurden Spaziergänge in die Eilenriede unternommen. Zwei Jahre später konnten zwei Zimmer angemietet werden. 1941 musste Klara Hattermann ihren Kindergarten schließen. Sie übersiedelte nach Dresden, wo die Waldorfpädagogik noch erlaubt war. Dort sammelte die Pädagogin eine Kindergruppe um sich in einem Kellerraum. Doch nach drei Monaten musste sie ihre Tätigkeit aufgeben und übernahm die Betreuung von ca. 30 Kindern in einem Kinderheim in Posen, das ihre Zwillingsschwester leitete. Als diese die Leitung abgeben musste, absolvierte Klara Hattermann die Jugendleiterinnenausbildung im Frauenseminar in Thale im Harz. Anschließend half sie beim Aufbau einer Kinderpflegerinnenschule in Graudenz an der Weichsel, wo sie auch unterrichtete.
Nach 1945 war die Pädagogin maßgebend am Aufbau beteiligt, die bestehende Kindergartenlandschaft durch Waldorfpädagogik zu inspirieren und qualitativ zu erweitern. Klara Hattermann gründete in der zerstörten Stadt Hannover in einer Baracke einen kleinen Kindergarten, der sich zu einer großen Waldorfeinrichtung mit Schule und Ausbildungsseminar für Kindergärtnerinnen entwickelte. Erstmals versammelten sich 1950 unter ihrer Ägide die Waldorfkindergärtnerinnen, was in der Waldorfpädagogik als Keimzelle der Kindergartenbewegung gilt. Mit großer Energie trieb sie die Gründung der Internationalen Vereinigung der Waldorfkindergarten e. V. voran, die am 19. Oktober 1969 erfolgte. Außerdem setzte sie sich in Wort und Schrift für die frühkindliche Waldorfpädagogik ein.
Intensiv arbeitete Hattermann mit Wilma Ellersiek zusammen, die rhythmische, musikalische Handgestenspiele für das Vorschulkind entwickelte. Durch die Ermutigung der Waldorfpädagogin entstanden die Ellersiek-Spiele, die durch sie in unzähligen Workshops und Arbeitsgruppen verbreitet wurden.

## Werke (Auswahl)
- Der Kindergarten als Helfer des Kindes, in: Erziehungskunst 1958/H. 1/2, S. 25–28
- Wie der Kindergarten entstand, in: Erziehungskunst 1960/H. 4, S. 35–36
- Marksteine der Entwicklung der Waldorfkindergärten in Hannover, in: Erziehungskunst 1977/H. 9, S. 458–459
- Elisabeth Grunelius zum 90. Geburtstag, in: Erziehungskunst 1985/H. 6, S. 410–411